# Bondarzewia berkeleyi
Bondarzewia berkeleyi é uma espécie de fungo poliporo da família Russulaceae. É uma espécie parasita que causa a podridão do tronco em carvalhos e outras árvores de madeira dura. É um fungo muito difundido, encontrado no Velho Mundo e na América do Norte.

## Taxonomia
Elias Magnus Fries descreveu a espécie como Polyporus berkeleyi em 1851. Ela foi transferida para o gênero Bondarzewia [en] em 1941.

## Descrição
Os gorros em forma de leque ou prateleira crescem em grupos sobrepostos nas bases das árvores, cada um com 20 a 50 centímetros de diâmetro. Eles são divididos em vários tons de branco a cinza claro, creme, bege ou amarelo. A superfície dos poros é branca, assim como a esporada. Os esporos redondos têm de 7 a 9 por 6 a 8 μm e possuem cristas amiloides marcadas. A polpa branca resistente pode ter até 3 cm de espessura e tem um sabor suave, tornando-se amarga com o tempo. As bordas externas que se cortam facilmente com uma faca são bastante macias.

### Espécies similares
Os possíveis sósias incluem B. occidentalis, Maitake, Meripilus sumstinei [en] e Vanderbylia [en].

## Distribuição e habitat
A distribuição de B. berkeleyi é ampla, ocorrendo na Europa, Ásia, África e América do Norte a leste das Grandes Planícies (junho a outubro). Embora seu principal hospedeiro seja o carvalho, ela também foi observada em outras espécies de madeira de lei, como o bordo.
Na China, foi registrado nas províncias de Guangdong e Hunan. Os corpos frutíferos aparecem de julho a outubro nos Estados Unidos. Uma pesquisa de árvores hospedeiras na Carolina do Norte constatou que quase sempre crescia em carvalhos, sendo registrado nas espécies de carvalho Quercus alba, Quercus coccinea [en], Quercus falcata [en], Quercus montana [en] e Quercus velutina [en], bem como a cerejeira Prunus pensylvanica [en].

## Ecologia
O Bondarzewia berkeleyi é um fungo parasita que causa a podridão do tronco em carvalhos e outras árvores de madeira dura. Ele causa uma podridão branca e fibrosa nas raízes e no cerne do tronco inferior, normalmente não se estendendo por mais de 0,9-1,5 m para cima. A podridão se restringe principalmente ao cerne e os sintomas externos podem incluir afilamento ou alargamento excessivo na base do tronco, rachaduras, costuras e fluxo de seiva. O fungo é conhecido por sua taxa de crescimento rápida em comparação com outros fungos apodrecedores de madeira comuns em carvalhos.
Embora seja principalmente um parasita, o B. berkeleyi também pode atuar como saprotrófico, prosperando em árvores de madeira de lei ou tocos mortos. Os corpos frutíferos geralmente aparecem nas árvores infectadas no verão e no outono.

## Comestibilidade
O B. berkeleyi é normalmente considerado comestível quando jovem e macio, mas a palatabilidade diminui com a idade, pois se torna duro e amargo. Algumas fontes comparam a textura ao couro de sapato quando mais velho, enquanto outras sugerem que as bordas externas mais macias de espécimes jovens podem ser consumidas. Alguns guias de campo listam a espécie como não comestível ou alertam que ela pode causar doenças gastrointestinais ou reações alérgicas em alguns indivíduos.
Ele pode ser usado para fortalecer outros sabores em pratos, como o tofu. Também pode ser usado como alternativa à carne. Os métodos de preparação geralmente envolvem parboilização ou branqueamento para remover o amargor, seguido de fatiamento e incorporação em frituras ou outros pratos.